# Carlos Maslatón
Carlos Gustavo Maslatón (Buenos Aires, 19 de diciembre de 1958) es un abogado argentino. Se desempeñó como concejal de la Ciudad de Buenos Aires entre 1987 y 1991 con la UCeDé. En 1983 fundó la Unión para la Apertura Universitaria (UPAU).

## Biografía

### Inicios
Nació el 19 de diciembre de 1958 en Buenos Aires. Hijo de Salomón Maslatón y Raquel Saal su familia consistía principalmente de judíos emigrados de Damasco vinculados a la industria textil, con la excepción de su abuela paterna, apellidada Calderón y con raíces en Esmirna.
Maslatón estudió en la Facultad de Derecho de la Universidad de Buenos Aires (UBA). En esa misma facultad, entre 1981 y 1982 comenzó a organizar una agrupación con una posición política liberal, que más tarde dio origen a la agrupación FUD (Fuerza Universitaria Democrática) y que fue presidida por Maslatón hasta 1986. El 20 de abril de 1983 fundó la Unión para la Apertura Universitaria (UPAU), que ganó las elecciones de la facultad de derecho de la UBA en 1987, 1988 y 1989.
Maslatón se afilió al Partido Demócrata en 1981 y fue vicepresidente de la juventud del mismo entre 1983 y 1984. En febrero de 1986, se afilió a la Unión del Centro Democrático (UCeDé).

### Concejal de la Ciudad de Buenos Aires
En 1987, Maslatón logró obtener una banca en el Concejo Deliberante de la Ciudad de Buenos Aires, desde donde se dedicaría a temas de Hacienda y presupuesto de la ciudad. Su línea interna en la UCEDE entre 1986 y 1991, con la cual ganó las elecciones en 1987, se llamó «Avanzada Liberal». En 1988 propuso reducir el número de miembros de la legislatura de la ciudad de 60 a 30. Fue el único concejal que se opuso a un repudio al golpe de Augusto Pinochet contra Salvador Allende. Tras cumplir su mandato en 1991 y no lograr renovar su banca ese año, en 1993 se presentó como candidato a diputado nacional en la lista de la UCeDe en el octavo lugar por la Capital Federal, pero no ganó la banca ya que su lista quedó séptima con el 3,10% de los votos. Tras el mal resultado Maslatón se alejó de la política para poder dedicarse a las finanzas.
Maslatón había trabajado en la empresa financiera «Patagon Argentina» desde su creación en junio de 1998. En marzo de 2000, el Banco Santander de España adquirió el 76 % del capital accionista y opcionista de Patagon, y en marzo de 2001 Maslatón fue despedido sin ningún acuerdo económico. En abril, armó su equipo legal y, tras meses de negociaciones, el 22 de octubre de 2002 firmó un acuerdo con el banco.

### Regreso a la política
Mientras estaba afiliado al partido Unión por Todos, Maslatón publicó una nota en el sitio web del partido, en donde convocaba a los productores agropecuarios a la «legítima evasión tributaria» y a «mantener cuentas bancarias fuera del conocimiento» de la AFIP. Más tarde, la publicación fue eliminada del portal.
El 16 de julio de 2013, Maslatón a través de la Lista 504C UPAU, compitió en la interna del partido Compromiso Federal en la Capital Federal. Si bien ganó las elecciones internas y pudo postularse como diputado nacional, más tarde abandonaría su candidatura para apoyar al Partido Liberal Libertario. Una de sus propuestas era la derogación de la ley de blanqueo de capitales y promover una investigación sobre posibles casos de lavado de dinero que se hayan consumado al amparo de esa norma.
A comienzos de noviembre de 2020 quiso volver a afiliarse al Partido Demócrata de la Capital Federal, pero fue rechazado. El 21 de noviembre, Maslatón, a través de las redes sociales, anunció el relanzamiento de la UPAU. También anunció por sus redes sociales que tenía la intención de postularse como diputado por la Ciudad de Buenos Aires en 2021. Finalmente abandonó esta idea y apoyó la campaña de Javier Milei para diputado nacional por la Ciudad de Buenos Aires, siendo militante del mismo.
Durante la pandemia COVID19, se mostró en los medios como militante anti-vacunas, señalando la presunta utilización de la pandemia para restringir las libertades individuales.
En junio de 2022, protagonizó una polémica en la coalición La Libertad Avanza, al criticar a Karina Milei, hermana de Javier Milei, y a Carlos Kikuchi, armador político de la coalición, encargados de generar acuerdos políticos con partidos provinciales. Luego, Maslatón le solicitó a Milei una interna para las elecciones presidenciales de 2023, pero Milei afirmó que Maslaton no pertenecía al espacio, por lo cual no podía realizarse una interna.
En diciembre de 2022 anunció que sería panelista del programa «Duro de Domar» por el canal C5N durante el año 2023, en el cual aparecería 2 o 3 veces por semana.
El 7 de julio de 2023, Maslatón denunció a Milei por «venta de candidaturas» en La Libertad Avanza. Presentó una nota donde varios militantes aseguraban que compraban lugares en las listas por 30 mil dólares o más. Tras el mal resultado que obtuvo el candidato a jefe de gobierno de La Libertad Avanza, Ramiro Marra, en las Elecciones de la Ciudad Autónoma de Buenos Aires de 2023, Maslatón, molesto, dijo que Marra se la pasó hablando tonterías en televisión durante la campaña y que "quedaste como un salamín que fue más fascista que liberal".
Durante las elecciones presidenciales estadounidenses de 2024, Maslatón manifestó su apoyo explícito a Donald Trump. En sus intervenciones en redes criticó duramente a Joe Biden y Kamala Harris, vinculándolos al socialismo y comunismo. En ese contexto, manifestó su impugnación de la teoría del cambio climático.

## Historial electoral
|  | 18,49 % |

|  | 9,49 % |

|  | 3,10 % |

|  | 17,68 % |

|  | 0,00 % |